# Laura Deas
Laura Deas, född 19 augusti 1988, är en brittisk idrottare som tävlar i skeleton.
Hon har deltagit i Olympiska vinterspelen 2018 och där hon vann brons.
Innan Deas började tävla i skeleton 2009, tävlade hon professionellt i fälttävlan.